# Le Plus Grand Quiz de France
Le Plus Grand Quiz de France est un jeu télévisé français diffusé sur TF1 du 6 novembre 2009 au 4 février 2011 et présenté par Sandrine Quétier.

## Principe
Le but du jeu est de dénicher le candidat qui sait tout sur tout, le plus grand quizeur de France.
Un jury, composé de Jean-Pierre Foucault, Christophe Dechavanne et Mareva Galanter (Alexia Laroche-Joubert lors de la première saison en 2009), sillonne la France afin d'auditionner des milliers de candidats. 
Ceux-ci doivent répondre correctement à dix questions afin d'être qualifiés pour les demi-finales qui ont lieu à Paris.

## Règles

### Les sélections
Les personnes souhaitant participer au jeu doivent se rendre dans l'une des villes visitées par le jury aux dates annoncées. Des auditions sont réalisées en studio dans ces villes, mais les membres du jury se déplacent aussi dans les localités voisines auprès des personnes ne pouvant se déplacer (salariés, communes isolées...).
Chaque candidat doit répondre à 10 questions. S'il répond correctement à chacune d'entre elles, il est qualifié pour les demi-finales. À la moindre erreur, le candidat est éliminé. Toutefois, il a le droit de retenter sa chance en se rendant dans une autre ville visitée par le jury.
Toutes les questions posées sont visibles à l'avance sur le site de TF1 avec leur réponses, et dans le studio où ont lieu les auditions, des dossiers de révisions comportant toutes les questions et leurs réponses sont mis à la disposition des participants.

### La demi-finale
Tous les candidats ayant réussi l'épreuve des sélections sont répartis en trois groupes selon leur âge: le groupe des moins de 25 ans, le groupe des 25 à 40 ans et le groupe des plus de 40 ans. À l'issue des deux manches qui composent cette demi-finale, seuls trois candidats de chaque groupe seront qualifiés pour la finale.

#### Première manche
Il s'agit d'un questionnaire à choix multiple. Vingt questions avec quatre propositions de réponse sont posées à tous les candidats, qui disposent de 10 secondes pour y répondre. Une correction est effectuée toutes les 5 questions posées et le meilleur candidat de chaque groupe est révélé au même moment.
Lorsque toutes les questions ont été posées, les 10 candidats de chaque groupe ayant donné le plus de bonnes réponses sont qualifiés pour la manche suivante, les autres sont éliminés. En cas d'égalité, le temps de réponse sur l'ensemble des questions départage les joueurs ex æquo.

#### Deuxième manche
Les 30 candidats restants (10 par groupe) se présentent à cette manche, à l'issue de laquelle 21 d'entre eux (7 par groupe) seront éliminés. Les candidats jouent à tour de rôle sans avoir d'informations sur le score de leurs concurrents. Chaque candidat dispose de deux minutes pour répondre correctement à un maximum de questions. Les 3 candidats de chaque groupe qui totalisent le plus de bonnes réponses sont qualifiés pour la finale. S'il y a égalité, c'est le temps mis pour atteindre leur score qui départagera les candidats ex æquo.

### Finale
Les 9 candidats restants s'affrontent en finale, où les catégories d'âge sont désormais ignorées.

#### Première manche
Les 9 candidats se présentent à cette manche, et à la fin de celle-ci, 4 d'entre eux seront éliminés. Un joueur est tiré au sort par un huissier de justice pour répondre en premier à une question. Il dispose de 3 secondes pour donner sa réponse. Si elle est correcte, il reste en lice et choisit le candidat qui devra répondre à la question suivante. S'il se trompe, le candidat est éliminé de la série de questions et c'est son voisin de gauche qui répond à la question suivante. Le dernier candidat restant est qualifié pour la manche suivante. S'il reste plusieurs candidats en course à la fin du temps imparti (deux minutes et trente secondes lors de la première série), une question de rapidité est posée pour les départager. Les candidats qui ne sont pas encore qualifiés rejouent avec les mêmes règles jusqu'à ce qu'il y ait 5 qualifiés, mais le temps imparti est réduit de 10 secondes à chaque nouvelle série de questions.

#### Deuxième manche
Les 5 candidats restants se présentent à cette manche, à l'issue de laquelle il n'en restera plus que 2. Les candidats jouent un par un. Chaque candidat dispose d'une minute et trente secondes pour répondre correctement à un maximum de questions à la suite. Si le candidat commet une erreur, son score revient à zéro et il doit recommencer, le chronomètre continuant de tourner. Toutefois, si le candidat dit « je bloque » après avoir répondu correctement à une question, mais avant que la question suivante ne soit posée, son score actuel est sauvé et il peut démarrer une nouvelle chaîne. Les deux candidats ayant bloqué le meilleur score sont qualifiés pour la manche suivante. En cas d'égalité, les candidats concernés seront départagés par leur nombre total de bonnes réponses.

#### Grande finale
Les règles de cette manche ont varié selon la saison.
En 2009, dix thèmes de questions sont proposés, derrière lesquels sont réparties aléatoirement cinq clés. Le candidat ayant réalisé le meilleur score à la manche précédente choisit le premier thème. Une question est posée, et le premier candidat qui appuie sur son bouton-poussoir dispose de 3 secondes pour proposer une réponse. Si celle-ci n'est pas correcte ou si aucune réponse n'est donnée dans les 3 secondes imparties, l'adversaire a le droit de répondre, et si ce dernier se trompe également, une nouvelle question du même thème est posée, jusqu'à ce qu'un des deux candidats réponde correctement. Si le premier candidat a appuyé sur son bouton-poussoir avant que l'énoncé de la question ne soit terminé, le membre du jury interrompt l'énoncé et laisse le candidat répondre ; il reprend ensuite l'énoncé complet avant d'indiquer si la réponse est correcte ou non.
Une fois qu'un candidat a répondu correctement, on découvre si le thème choisi cache une clé ou non. S'il n'y a pas de clé, rien ne se passe, mais s'il y en une, le candidat la remporte. Les candidats choisissent les thèmes à tour de rôle, sans prendre en compte les réponses et les clés gagnées. Le premier candidat qui gagne trois clés remporte la finale, ainsi que le trophée du Plus grand quiz de France et la somme de 250 000 €. L'autre candidat remporte un voyage.
En 2011, les règles sont les mêmes, à la différence que le système de clés est abandonné. À la place, chaque bonne réponse rapporte un point. Le premier candidat qui obtient 5 points remporte le jeu. 
De plus, le vainqueur est ensuite invité à affronter le meilleur candidat du jeu officiel en ligne, invité pour l'occasion, selon les mêmes règles. Le gagnant de cette épreuve remporte 10 000 € (cumulables avec les 250 000 € si le gagnant est le vainqueur de la finale). Cette manche supplémentaire n'a toutefois été diffusée que sur le site Internet officiel de TF1.

## Déroulement des saisons

### Saison 1 (2009)

#### Diffusion
La première saison du Plus grand quiz de France a débuté le vendredi 6 novembre 2009 à 20 h 45 et s'est achevée le vendredi 27 novembre 2009, soit une durée de 4 semaines.
La Saison 1 a été réalisée par Sébastien Zibi, à l'exception de la Finale qui a été réalisée par Massimo Manganaro

#### Villes visitées
- Lille
- Marseille
- Paris
- Brest
- Metz

En dehors des auditions réalisées en studio dans ces villes, chacun des trois membres du jury s'est déplacé dans les localités voisines auprès des personnes ne pouvant se déplacer (salariés, communes isolées...). 
Ainsi, l'on a pu voir Jean-Pierre Foucault sur l'île de Molène ou encore Christophe Dechavanne dans une friterie en plein cœur de Lille.

#### Finalistes et vainqueur
Les 9 finalistes du Plus grand quiz de France 2009 sont :
- Groupe des moins de 25 ans :
  - Rudy
  - Jennifer
  - Maïté

- Groupe des 25-40 ans :
  - Julien
  - Patrice
  - Céline

- Groupe des plus de 40 ans :
  - Frédéric
  - Josiane
  - Michel

Le vainqueur de cette première édition est Frédéric qui a ainsi remporté la somme de 250 000 €.

#### Audimat
| Épisode | Jour et horaire de diffusion          | Téléspectateurs (en millions) | Parts de marché (sur les 4 ans et plus) | Référence |
| ------- | ------------------------------------- | ----------------------------- | --------------------------------------- | --------- |
| 1       | vendredi 6 novembre 2009 20:45-23:00  | 6 228 000                     | 26,7 %                                  |           |
| 2       | vendredi 13 novembre 2009 20:45-23:00 | 5 121 000                     | 21,7 %                                  | [ 3 ]     |
| 3       | vendredi 20 novembre 2009 20:45-23:00 | 5 546 000                     | 24,8 %                                  |           |
| 4       | vendredi 27 novembre 2009 20:45-23:00 | 6 247 000                     | 27,1 %                                  |           |

Légende :
Fond vert = Les plus hauts chiffres d'audiences.
Fond rouge = Les plus bas chiffres d'audiences.

### Saison 2 (2011)
En avril 2010, Christophe Dechavanne a annoncé le retour du Plus grand quiz de France à la rentrée 2010 pour une seconde saison.
Mareva Galanter, nouveau membre du jury, remplace Alexia Laroche-Joubert.
La saison 2 a été réalisée par Sébastien Zibi, à l'exception de la finale qui a été réalisée par Massimo Manganaro.
Voix off: Hervé Lacroix.

#### Diffusion
La deuxième saison du Plus grand quiz de France est diffusée à 20 h 45 du vendredi 14 janvier au vendredi 4 février 2011.

#### Villes visitées
- Nice
- Toulouse
- Île de La Réunion
- Dunkerque
- Paris

#### Finalistes et vainqueur
Les 9 finalistes du Plus grand quiz de France 2011 sont :
- Groupe des moins de 25 ans :
  - Mathieu[6]
  - Romain (demi-finaliste en 2009)
  - Grégory

- Groupe des 25-40 ans :
  - Grégory
  - Jérôme
  - Nicolas

- Groupe des plus de 40 ans :
  - Christian (demi-finaliste en 2009)
  - Bruno[7] (demi-finaliste en 2009)
  - Germain

Le vainqueur de cette seconde édition est Jérôme. Opposé à Bruno, il remporte 250 000 € sur le score de 5 points à 1 puis remporte aussi la finale Web (10 000 € supplémentaires) soit un total de 260 000 €.

#### Audimat
| Épisode | Jour et horaire de diffusion         | Téléspectateurs (en millions) | Parts de marché (sur les 4 ans et plus) | Référence |
| ------- | ------------------------------------ | ----------------------------- | --------------------------------------- | --------- |
| 1       | vendredi 14 janvier 2011 20:45-23:15 | 4 297 000                     | 20,5 %                                  | [ 9 ]     |
| 2       | vendredi 21 janvier 2011 20:45-23:15 | 4 230 000                     | 18,9 %                                  | [ 10 ]    |
| 3       | vendredi 28 janvier 2011 20:45-23:15 | 4 894 000                     | 23,1 %                                  | [ 11 ]    |
| 4       | vendredi 4 février 2011 20:45-23:15  | 5 016 000                     | 22,1 %                                  | [ 12 ]    |

Légende :
Fond vert = Les plus hauts chiffres d'audiences.
Fond rouge = Les plus bas chiffres d'audiences.

### Saison 3
En avril 2015, TF1 a annoncé le retour du Plus grand quiz de France pour une troisième saison. À la présentation, Christophe Dechavanne associé à Laurence Boccolini et Jean-Pierre Foucault. 
Une diffusion sur deux semaines est prévue à la rentrée 2015 mais l'émission ne verra finalement jamais le jour. Quelques semaines avant le lancement du programme, Coyote et TF1 dressent un communiqué sur lequel ils annoncent la suspension définitive du programme en post-production à la suite de dysfonctionnements informatiques qui auraient faussé les résultats du jeu. Une version qui n'a jamais été établie.